# Sacha Guitry
Sacha Guitry, all'anagrafe Alexandre-Pierre Georges Guitry (San Pietroburgo, 21 febbraio 1885 – Parigi, 24 luglio 1957), è stato un attore, regista e sceneggiatore francese.

## Biografia
Guitry fu un figlio d'arte: suo padre era Lucien Guitry (1860–1925), un attore teatrale parigino che lavorò per nove anni al Teatro Michajlovskij di San Pietroburgo prima di tornare in Francia. In quel periodo nacque Alexandre-Pierre Georges Guitry, a cui fu dato il nomignolo Sacha. L'esordio arrivò a cinque anni, quando apparve sulla scena con il padre. Scrittore brillante e prolifico sin da giovane, a 17 anni Guitry aveva già scritto la prima delle sue 120 commedie. L'amicizia con Georges Feydeau influenzerà gran parte della sua formazione teatrale comica e brillante. Fra le sue opere, vanno segnalate Nono (1905), Petite Hollande (1908), con una prefazione di Octave Mirbeau, La Pèlerine écossaise (1914), Deburau (1918), Jean de la Fontaine (1922), Un sujet de roman (1923). Famose sono anche Quadrille, Tôa, N'écoutez pas, Mesdames, Désiré, Faisons un Rêve, Le Nouveau Testament e Beaumarchais.
Esponente in vista della società parigina, nel 1919 Guitry sposò la cantante Yvonne Printemps. Con lei recitò in un buon numero di opere, portando la popolarissima Mozart in città del Nord America come New York e Boston e in Canada, a Montréal. Sette delle sue opere furono scritte a quattro mani con Albert Willemetz, il suo miglior amico. Oltre alle opere teatrali, Sacha Guitry scrisse e recitò in molti film agli albori della cinematografia, esordendo alla regia già nel 1914. La critica gli riconosce la capacità innovativa, per la quale a volte viene paragonato a Orson Welles. Dei 30 film da lui diretti, fra i più noti vanno segnalati Il romanzo di un baro (1936), Le perle della corona (1938) e Versailles (1954).
Nell'autobiografia Le cinéma et moi la sua concezione della settima arte è sintetizzata in una definizione, teatro in conserva, intendendo con ciò sottolineare non soltanto il piacere di quanto il linguaggio cinematografico apporti a quello teatrale, ma soprattutto la tensione che si viene a creare tra la registrazione, che si basa sulla velocità, e i tempi improntati a una rappresentazione teatrale. Nel 1936 il governo francese lo insignì del titolo di commendatore della Legion d'onore. Fu anche membro dell'Académie Goncourt. Dopo la seconda guerra mondiale passò sessanta giorni in prigione per una sospetta collaborazione con i nazisti, ma fu riabilitato da un processo celebrato successivamente, secondo il quale non solo non collaborò con le autorità tedesche ma avrebbe addirittura aiutato molte persone a sfuggire alle persecuzioni. Sacha Guitry è sepolto con il padre, il fratello e la sua quinta moglie al cimitero di Montmartre. Dopo la sua morte, a Parigi e Nizza gli fu intitolata una strada, e Radio France gli dedicò uno studio.

## Accoglienza
A Sacha Guitry la stampa ha dedicato sempre una particolare attenzione anche in Italia, la sua morte è annunciata nella prima pagina del Corriere della sera che riporta nei titoli quella che sarebbe stata la sua ultima battuta: «Non devo guastare la mia entrata in scena». Severo fu il giudizio di Georges Sadoul nel suo Dictionnaire du cinema del 1965 che troviamo tradotto in Italia da Sansoni: «Le roman d'un tricheur ci ha lasciato (...) il suo più fedele autoritratto, con la sua utilizzazione dell'autoesaltazione imbonitrice e narcisistica, ch'egli pretendeva chiamare monologo interiore o commento». Sulla stessa linea si muove alcuni anni dopo Alfonzo Canziani in Cinema di tutto il mondo: «I suoi film, spesso strutturalmente assai simili tra di loro, non sono mai andati oltre una certa vivacità anche se spesso di fattura un po' grossolana». Goffredo Fofi, cui si deve la traduzione, la revisione e l'adattamento in Italia dell'Enciclopedia di Sadoul nel 1967 insieme a Paolo Gobetti, in un articolo su Internazionale del 2022 reputa quale grande artista Sacha Guitry, «scrittore e commediografo, attore e regista, capocomico attivissimo in Francia dagli anni venti del Novecento fino alla morte».

## Opere
Drammaturgo prolifico, firma centoventiquattro opere teatrali, molte delle quali riscuotono grande successo. Realizza trentasei lungometraggi (di cui diciassette adattamenti delle sue opere), recitando nella quasi totalità di essi.

### Narrativa
- Memorie di un baro [Mémoires d'un tricheur], traduzione di Davide Tortorella, Postfazione di Edgardo Franzosini, Milano, Adelphi, 2022  [1936], ISBN 978-88-459-3734-7.

### Autobiografia
- (FR) Le cinéma et moi, Préface de François Truffaut, Salleboeuf, Le-Livre / Le Village du Livre, 1990  [1977], ISBN 2859568948.

### Opere teatrali
elenco parziale:
- Le KWTZ, dramma passionale in un atto (Théâtre des Capucines, 1905)
- Nono, commedia in tre atti (Théâtre des Mathurins, 1905)
- Chez les Zoaques, commedia in tre atti (Théâtre Antoine, 1906)
- La Clef, commedia in quattro atti (Théâtre Réjane, 1907)
- Petite Hollande, commedia in tre atti (Théâtre de l'Odéon, 1908)
- Le Scandale de Monte-Carlo, commedia in tre atti (Théâtre du Gymnase, 1908)
- Le Veilleur de nuit, commedia in tre atti (Théâtre Michel, 1911)
- La Prise de Berg-Op-Zoom, commedia in quattro atti (Théâtre du Vaudeville, 1912)
- La Pèlerine écossaise, commedia in tre atti (Théâtre des Bouffes-Parisiens, 1914)
- Deux couverts, commedia in un atto (Comédie-Française, 1914)
- La Jalousie, commedia in tre atti (Théâtre des Bouffes-Parisiens, 1915)
- Faisons un rêve, commedia in quattro atti (Théâtre des Bouffes-Parisiens, 1916)
- Jean de La Fontaine, commedia in quattro atti (Théâtre des Bouffes-Parisiens, 1916)
- Un soir quand on est seul, commedia in un atto in versi liberi (Théâtre des Bouffes-Parisiens, 1917)
- L'Illusionniste, commedia in tre atti (Théâtre des Bouffes-Parisiens, 1917)
- Deburau, commedia in quattro atti e un prologo (Théâtre du Vaudeville, 1918)
- Pasteur, pièce in cinque atti (Théâtre du Vaudeville, 1919)
- Le Mari, la Femme et l'Amant, commedia in tre atti (Théâtre du Vaudeville, 1919)
- Mon père avait raison, commedia in tre atti (Théâtre de la Porte Saint-Martin, 1919)
- Béranger, commedia in tre atti e un prologo (Théâtre de la Porte-Saint-Martin, 1920)
- Je t'aime, commedia in cinque atti (Théâtre Édouard VII, 1920)
- Le Comédien, commedia in quattro atti (Théâtre Édouard VII, 1921)
- Le Grand Duc, commedia in tre atti (Théâtre Édouard VII, 1921)
- Jacqueline, pièce in tre atti (Théâtre Édouard VII, 1921)
- Une petite main qui se place, commedia in tre atti e un epilogo (Théâtre Édouard VII, 1922)
- Le Blanc et le Noir, commedia in quattro atti (Théâtre des Variétés, 1922)
- Un sujet de roman, pièce in quattro atti (Théâtre Édouard VII, 1923)
- L'Amour masqué, commedia musicale in tre atti, musiche di André Messager (Théâtre Édouard VII, 1923)
- Le Lion et la poule, commedia in tre atti (théâtre Édouard VII, 1923)
- L'Accroche-cœur, commedia in tre atti (Théâtre de l'Étoile, 1923)
- Une étoile nouvelle, commedia in tre atti (Théâtre Édouard VII, 1924)
- On ne joue pas pour s'amuser, commedia in cinque atti (Théâtre Édouard VII, 1925)
- Mozart, commedia musicale in tre atti, musiche di Reynaldo Hahn (Théâtre Édouard VII, 1925)
- Désiré, commedia in tre atti (Théâtre Édouard VII, 1927)
- Un miracle, commedia in quattro atti (Théâtre des Variétés, 1927)
- Mariette ou Comment on écrit l'histoire, commedia musicale in quattro atti, musiche di Oscar Straus (Théâtre Édouard VII, 1928)
- Histoires de France, pièce in quattordici quadri, disegni, schizzi e caricature (Théâtre Pigalle, 1929)
- Frans Hals ou l'Admiration, commedia in tre atti (Théâtre de la Madeleine, 1931)
- Sa dernière volonté ou l'Optique du théâtre, commedia in due atti (Théâtre de la Madeleine, 1931)
- Monsieur Prudhomme a-t-il vécu ?, pièce in due atti (Théâtre de la Madeleine, 1931)
- Mon double et ma moitié o Vingt-quatre heures de la vie d'un homme, commedia in tre atti (Théâtre de la Madeleine, 1931)
- Les Desseins de la providence, commedia in due atti (Théâtre de la Madeleine, 1932)
- Le Voyage de Tchong-Li, leggenda in tre quadri (Théâtre de la Madeleine, 1932)
- Françoise, pièce in tre atti (Théâtre de la Madeleine, 1932)
- Châteaux en Espagne, commedia in quattro atti (Théâtre des Variétés, 1933)
- Adam et Ève, pièce in due quadri (Comédie-Française, 1933)
- Ô mon bel inconnu, commedia musicale in tre atti, musiche di Reynaldo Hahn (Théâtre des Bouffes-Parisiens, 1933)
- Un tour au paradis, commedia in quattro atti (Théâtre de la Michodière, 1933)
- Le Renard et la Grenouille, commedia in un atto (Théâtre de la Michodière, 1933)
- Quand jouons-nous la comédie?, commedia in tre atti, un prologo e un epilogo (Théâtre de la Madeleine, 1935)
- La Fin du monde, commedia in cinque atti (Théâtre de la Madeleine, 1935)
- Geneviève, commedia in cinque atti (Théâtre de la Madeleine, 1936)
- Le Mot de Cambronne, commedia in un atto in versi (Théâtre de la Madeleine, 1936)
- Quadrille, commedia in sei atti (Théâtre de la Madeleine, 1937)
- Un monde fou, commedia in quattro atti (Théâtre de la Madeleine, 1938)
- Florence, commedia in tre atti e un prologo (Théâtre de la Madeleine, 1939)
- Le Bien-Aimé, commedia in tre atti (Théâtre de la Madeleine, 1940)
- Vive l'Empereur! ou le Soir d'Austerlitz, commedia in cinque atti (Théâtre de la Madeleine, 1941)
- N'écoutez pas, mesdames!, commedia in tre atti (Théâtre de la Madeleine, 1942)
- Talleyrand ou le Diable boiteux, pièce in tre atti e nove quadri (Théâtre Édouard VII, 1948)
- Aux deux colombes, commedia in tre atti (Théâtre des Variétés, 1948)
- Toâ, commedia in quattro atti (Théâtre du Gymnase, 1949)
- Tu m'as sauvé la vie, commedia in quattro atti (Théâtre des Variétés, 1949)
- Palsambleu, commedia in quattro atti (Théâtre des Variétés, 1953)

### Filmografia

#### Regista e attore
- Ceux de chez nous - cortometraggio documentario, solo regista (1915)
- Bonne chance! (1935)
- Il romanzo di un baro (Le Roman d'un tricheur) (1936)
- La parola di Cambronne (Le mot de Cambronne) (1936)
- Mio padre aveva ragione (Mon père avait raison) (1936)
- Il nuovo testamento (Le noveau testament) (1936)
- Faisons un rêve (1937)
- Le perle della corona (Les Perles de la couronne) (1937)
- Désiré (1937)
- Risaliamo i Campi Elisi (Remontons les Champs-Élysées) (1938)
- Erano nove celibi (Ils étaient neuf célibataires) (1939)
- Le Destin fabuleux de Désirée Clary (1941)
- Donne-moi tes yeux (1943)
- La Malibrán (1944)
- Le comédien (1947)
- Il diavolo zoppo (Le Diable boiteux) (1948)
- Aux deux colombes (1949)
- Deburau (1950)
- Tu mi hai salvato la vita (Tu m'as sauvé la vie) (1951)
- Ho ucciso mia moglie (La Poison) (1951)
- La vita di un onest'uomo (La Vie d'un honnête homme) (1953)
- Versailles (Si Versailles m'était conté) (1954)
- Napoleone Bonaparte (1955)
- Si Paris nous était conté (1955)
- Assassins et voleurs (1956)

#### Sceneggiatore
- Bonne chance! (1935)
- Il romanzo di un baro (Le roman d'un tricheur) (1936)
- Faisons un rêve (1937)
- Le perle della corona (Les perles de la couronne) (1937)
- Désiré (1937)
- Risaliamo i Campi Elisi (Remontons les Champs-Élysées) (1938)
- Erano nove celibi (Ils étaient neuf célibataires) (1939)
- Le Destin fabuleux de Désirée Clary (1941)
- Donne-moi tes yeux (1943)
- Le comédien (1947)
- Il diavolo zoppo (Le diable boiteux) (1948)
- Aux deux colombes (1949)
- Deburau (1950)
- Tu mi hai salvato la vita (Tu m'as sauvé la vie) (1951)
- Ho ucciso mia moglie (La poison) (1951)
- La vita di un onest'uomo (La vie d'un honnête homme) (1953)
- Versailles (Si Versailles m'était conté) (1954)
- Napoleone Bonaparte (1954)
- Si Paris nous était conté (1955)
- Assassins et voleurs (1956)
- La vita a due (La vie à deux), regia di Clément Duhour (1958) (soggetto)
- L'insolente (Beaumarchais, l'insolent), regia di Édouard Molinaro (1996) (soggetto)
- Omicidio in Paradiso (Un crime au paradis), regia di Jean Becker (2000) (soggetto)